# 도요사카역
도요사카역(일본어: 豊栄駅)은 일본 니가타현 니가타시 기타구에 위치한 동일본 여객철도 하쿠신 선의 철도역이다. 단선 · 섬식의 형태를 합친 2면 3선 구조의 복합 승강장을 갖춘 지상역이다.

## 타는 곳
| 1 · 2 | ■ 하쿠신 선 | 상행 | 니가타 방면            | 통상은 이 승강장 |
| 1 · 2 | ■ 하쿠신 선 | 하행 | 시바타 · 무라카미 방면 | 통상은 이 승강장 |
| 2     | ■ 하쿠신 선 | 하행 | 시바타 · 무라카미 방면 | 대피 때          |
| 3     | ■ 하쿠신 선 | 상행 | 니가타 방면            | 주로 당 역 환승  |
| 3     | ■ 하쿠신 선 | 하행 | 시바타 · 무라카미 방면 | 대피 때          |

## 이용 현황
| 승차 인원 추이 | 승차 인원 추이 |
| 연도           | 1일 평균       |
| -------------- | -------------- |
| 2000           | 3,285          |
| 2001           | 3,302          |
| 2002           | 3,318          |
| 2003           | 3,250          |
| 2004           | 3,163          |
| 2005           | 3,157          |
| 2006           | 3,160          |
| 2007           | 3,275          |
| 2008           | 3,406          |
| 2009           | 3,461          |
| 2010           | 3,581          |
| 2011           | 3,674          |
| 2012           | 3,725          |
| 2013           | 3,844          |
| 2014           | 3,732          |
| 2015           | 3,761          |

## 역 주변
- 니가타 시 기타 구청
- 니가타 시 기타 구 향토 박물관

## 인접 역
| 동일본 여객철도 하쿠신 선 | 동일본 여객철도 하쿠신 선  | 동일본 여객철도 하쿠신 선 |
| ------------------------- | -------------------------- | ------------------------- |
| 니가타 니가타 방면        | □ 쾌속 '베니하나' · ■ 쾌속 | 시바타 요네자와 방면      |
| 하야도리 니가타 방면      | ■ 보통                     | 구로야마 시바타 방면      |